# 金光明經
《金光明經》，全稱是《金光明最勝王經》或《金光明帝王經》，為佛教重要佛經，是法華宗崇敬的護國三經之一，其他二經是：《妙法蓮華經》、《仁王護國經》。

## 內容主旨
《金光明經》在經文當中，被稱作是眾經之王。本經開示包括：「如來壽量無限」、「如來法、應、化三身」、「三聚懺悔」、「陀羅尼門」、「甚深空性」、「正法護國」、「諸天護世」、「療病救生」、「如來本地菩薩行」等教理。

## 译本

### 漢譯版本
- 曇無讖漢譯《金光明經》，18品4卷（囑累品是後人附加）[1]。
- 釋寶貴合本《合部金光明經》（曇無讖18品、真諦4品、闍那崛多2品），24品8卷。
- 義淨漢譯《金光明最勝王經》，31品10卷。
- 《莊嚴菩提心經》（最早見於法經錄載羅什譯，祐錄未載）、《大方廣菩薩十地經》（祐錄載失譯）為淨地陀羅尼品（或名陀羅尼最淨地品）之別譯，其最早譯本是竺法護的《菩薩十地經》，已佚。

### 其他译本
- 胜光法师译回鹘文《金光明经》，根据義淨漢譯本翻译

## 外部連結
- 《金光明經》文學特質之研究 （页面存档备份，存于）
- 林鸣宇：〈《金光明经》信仰及其忏法之流传 （页面存档备份，存于）〉。
- 大唐三藏沙門義淨奉　制譯.  (PDF). 中華電子佛典協會 (CBETA).   [2019-01-13]. （原始内容存档 (PDF)于2007-06-13）.

1. ↑  合部金光明經序：「初在涼世有曇無讖譯，為四卷，止十八品…… 寶貴每歎：「此經祕奧，後分云何竟無囑累？」，又智顗《金光明經文句》僅釋18品